# Fech Fech
Fech Fech (arabisch فش فش; nach der französischen Transkription ausgesprochen als „fesch-fesch“) ist ein in der Sahara gebräuchlicher, regionaler Fachausdruck für feine, siltige Sedimente mit pulverartiger Konsistenz und feinkörnige, oberflächennahe Ablagerungen geringer Dichte. Fech Fech entsteht entweder aus der Verwitterung feinkörniger lakustriner oder fluviolakustriner, holozäner Sedimente, häufig in Zusammenhang mit Evaporiten oder als Verwitterungsprodukt von Tonsteinen.
Durch die fehlende Kohäsion zwischen den Sedimentpartikeln („Trockener Treibsand“) haben vor allem Fahrzeuge keinen Halt auf diesem Untergrund und können bis zu 40 cm tief einbrechen. Fech Fech-Gebiete werden sehr oft von einer dünnen Schicht Flugsand überdeckt. Dadurch kann dieses Terrain oft nicht an seiner Oberfläche erkannt werden und bildet eine Gefahr für Fahrzeuge.
Fech Fech kommt in der Qattara-Senke häufig vor und macht diesen Teil der Sahara für die meisten Fahrzeuge unpassierbar, was unter anderem einen wesentlichen Einfluss auf Planung und Verlauf der beiden Schlachten von El-Alamein während des Zweiten Weltkriegs hatte.